# Jan Kuperus
Jan Reinder (Jan) Kuperus (Leeuwarden, 30 januari 1929 – 17 maart 2011) was een Nederlands econoom, voormalig bankdirecteur, voormalig commissaris en bestuurder van tal van organisaties, waaronder voorzitter van de Koninklijke Vereniging De Friesche Elf Steden.

## Levensloop
Jan Kuperus werd geboren in een bankiersgezin. Zijn vader Reinder Kuperus gaf leiding aan de Coöperatieve Zuivelbank, in 1913 opgericht door Tjisse Kuperus, de oom van Reinder.
Hij volgde vanaf 1941 tot 1948 de middelbare school (HBS A) in Leeuwarden en studeerde vanaf 1948 tot 1955 economie aan de Rijksuniversiteit Groningen. In 1952 was hij voorzitter van de NBBS (studentenreisorganisatie). Vanaf 1955 tot 1957 vervulde Jan Kuperus zijn dienstplicht (officier artillerie). Vanaf 1958 was hij werkzaam bij de Coöperatieve Zuivelbank, de rechtsvoorganger van de huidige Friesland Bank.
Hij trouwde in 1964 met Ada Bijlsma, ze kregen twee kinderen, Reinder Kuperus (1967) en Friso Kuperus (1971).
Gedurende de carrière van Jan Kuperus werkte hij in tal van organisaties als commissaris of bestuurslid. Deze functies hadden vaak een direct verband met zijn werk als directeur van de Friesland Bank, dan wel met zijn expertise als econoom.
Belangrijke gebeurtenissen in de carrière van Jan Kuperus waren het opzeggen van het lidmaatschap van de Centrale Raiffeisen-Bank (1962), de naamswijziging van de Coöperatieve Zuivelbank in Friesland Bank (1970) en het samenvoegen van de uitgever van de Leeuwarder Courant met de uitgever van het Nieuwsblad van het Noorden in 1990 tot de Noordelijke Dagblad Combinatie (NDC).

## Loopbaan bijFriesland Bank
In 1958 begon Jan Kuperus als medewerker bij de Coöperatieve Zuivelbank. Hij had daarvoor al enkele werkstages bij binnen- en buitenlandse banken doorlopen. Op 1 juli 1958 werd hij benoemd tot adjunct-directeur.
In de naoorlogse decennia functioneerde de bank vooralsnog vooral als instelling ten behoeve van de aangesloten (agrarische) leden, en gold voor particuliere cliënten als spaarinstelling. De bank was lid van de Centrale Raiffeisen-Bank (in 1971 na fusie met de Coöperatieve Centrale Boerenleenbank Rabobank geheten). Het lidmaatschap beperkte de bank in haar groei. Terwijl de bank zich geconfronteerd zag met een fors toegenomen kredietvraag door grote concentraties binnen de coöperatieve sector, en op zoek was naar ruimere financiering van deze kredietbehoefte, beperkte het lidmaatschap deze ambities. Zo mochten er buiten Leeuwarden geen bijkantoren gesticht worden en golden er beperkingen in de kredietverstrekking vanuit de Centrale Raiffeisen-Bank.
Toen op 1 juli 1961 Jan Kuperus directeur werd van de bank, was de verhouding met de Centrale Raiffeisen-Bank verder verslechterd. De kwestie leidde in Friesland tot grote beroering. De overige in Friesland bij de Centrale Raiffeisen-Bank aangesloten leden vreesden concurrentie en ruzie onder de leden, aan de andere kant wilden de bij de Coöperatieve Zuivelbank aangesloten agrarische organisaties een sterke, zelfstandige bank. De Friese pers sprak van een “volksstrijd”. Uiteindelijk eindigde het lidmaatschap van de Coöperatieve Zuivelbank op 31 december 1962, en legde de bank met de verkregen zelfstandigheid het fundament voor een snelle groei.
De eerste 8 jaar na de verzelfstandiging zorgde de directie van de bank onder leiding van Jan Kuperus ervoor dat de spaargeldbasis als fundering voor de sterke kredietbehoefte vorm kreeg. Hiertoe werden de eerste bijkantoren buiten Leeuwarden opgericht. Tijdens de directieperiode van Jan Kuperus werden er in totaal 52 bijkantoren van de bank opgericht.
Eind jaren zestig lag bij de kredietverlening nog het accent op de oorspronkelijke hoofdtaak van de bank, de financiering van coöperatieve (agrarische) ondernemingen in Friesland. Later werd onder leiding van Jan Kuperus de particuliere dienstverlening uitgebreid naar algemeen bancaire diensten, waaronder hypotheekverstrekking en rekening-courantfaciliteiten.
In 1970 besloot de directie dat de gewijzigde dienstverlening van de bank ook in de naam tot uitdrukking diende te komen, en veranderde de Coöperatieve Zuivelbank in Friesland Bank.
Naast de bancaire dienstverlening besloot de Friesland Bank onder leiding van Jan Kuperus ook actief te worden in assurantiebemiddeling (vanaf 1969). Friesland Bank Assurantiën groeide medio jaren tachtig uit tot het grootste assurantiekantoor van Noord Nederland. Daarnaast werd de Friesland Bank ook actief op het gebied van eigen vermogensverstrekking aan het Friese bedrijfsleven via de Friese Participatie Maatschappij (1978).
Tijdens de directieperiode van Jan Kuperus groeide de Friesland Bank van 35 medewerkers en een balansstotaal van omgerekend 25 miljoen euro in 1961 naar 560 medewerkers en een balanstotaal van 1,3 miljard euro in 1991. De Friesland Bank werd daarmee de grootste onafhankelijke provinciale bank van Nederland, met ca. 100.000 zakelijke en particuliere klanten. Op 1 juli 1991 nam Jan Kuperus afscheid wegens het bereiken van de pensioengerechtigde leeftijd.

## Nevenfuncties
De opvatting van Jan Kuperus was dat de Friesland Bank een sterke basis diende te hebben in Friesland, zowel maatschappelijk als economisch. Zijn vader Reinder legde in zijn nevenfuncties de nadruk op de versteviging van de relatie met andere coöperatieve instellingen, en streefde naar concentratie in het Friese coöperatieve bedrijfsleven. Jan Kuperus, passend bij de tijdgeest en ontwikkeling van de bank, had meer algemeen maatschappelijke nevenfuncties, 20 in totaal.

## VoorzitterKoninklijke Vereniging De Friesche Elf Steden
Jan Kuperus vervulde vanaf 1969 tot 1985 de functie van voorzitter bij de Koninklijke Vereniging De Friesche Elf Steden. Vanwege het gebrek aan het juiste winterweer is gedurende het voorzitterschap van Jan Kuperus geen Elfstedentocht verreden. De bestuursperiode werd gebruikt om de organisatie te professionaliseren.

## President Commissaris Friese Pers / Noordelijke Dagblad Combinatie
Jan Kuperus vervulde van 1975 tot 1990 de functie van commissaris bij de Friese Pers B.V. (vanaf 1986 Friese Pers Courantgroep genaamd), uitgever van onder meer de Leeuwarder Courant. Mede onder zijn leiding kwam de samenwerking tot stand tussen de uitgever van de Leeuwarder Courant en de uitgever van het Nieuwsblad van het Noorden (de laatste sinds 2002 genaamd Dagblad van het Noorden). De samenwerking tussen de Friezen en de Groningers kwam niet gemakkelijk tot stand. Jan Kuperus wist de verschillende belangen samen te brengen en zo ontstond de Fries Gronings Drentse Pers B.V. (1990). Jan Kuperus was er vanaf 1990 commissaris en vanaf 1994 tot 2001 president commissaris. De Fries Gronings Drentse Pers werd vanaf 1994 de Noordelijke Dagblad Combinatie genaamd, waarbij onder leiding van Jan Kuperus de Friese Pers meerderheidsaandeelhouder in de combinatie werd.

## Overige nevenfuncties
- Voorzitter Bestuur Schouwburg Vereniging De Harmonie Leeuwarden (*)
- Vice Voorzitter Instituut van Landbouwcoöperatie (*)
- Voorzitter Commissie Van Toezicht Coöperatie Centrale Landbouwboekhouding (CCLB) (*)
- Penningmeester Maatschappij van Nijverheid en Handel (departement Leeuwarden) (*)
- Penningmeester Bestuur Leeuwarder Schoolvereniging
- Penningmeester Bestuur Volkshogeschool Bakkeveen
- Bestuurslid Landbouwcoöperatiecentrum Oranjewoud
- Bestuurslid Stichting Kinderoncologie Groningen
- Lid Dagelijks Bestuur ETIF Leeuwaren (*)
- President Commissaris Handelsdrukkerij B.V. Leeuwarden (*)
- President Commissaris Friesland Bank Assurantiën B.V. (*)
- Bestuurslid Nederlandse Kruidencoöperatie
- Penningmeester Beatrix Poliofonds afdeling Friesland (*)
- Secretaris-Penningmeester Rengersfonds (*)
- Voorzitter Roundtableclub Leeuwarden
- Voorzitter Tennisclub Deuce Leeuwarden
- Penningmeester Hockeyclub Leeuwarden (LHC)
- Initiatiefnemer Fries Universiteitsfonds

(*) langer dan 15 jaar.

## Onderscheidingen
- Officier in de Orde van Oranje Nassau (1979)
- Erepenning Gemeente Leeuwarden (1991)

## Publicaties
- Jan Kuperus schreef gedurende 1963 tot 1991 maandelijks een bericht aan relaties van de bank. Dit maandbericht maakte financieel-economische onderwerpen inzichtelijk voor een breed publiek. De maandberichten werden gebundeld in boekvorm:
- 1978 het eerste deel “honderd gebundelde opstellen”
- 1987 het tweede deel “honderd gebundelde opstellen” (ISBN 90-9001997-9)